# Crotalaria orixensis
Crotalaria orixensis är en ärtväxtart som beskrevs av Carl Ludwig von Willdenow. Crotalaria orixensis ingår i släktet sunnhampor, och familjen ärtväxter. Inga underarter finns listade i Catalogue of Life.